# Polański, Horowitz. Hometown

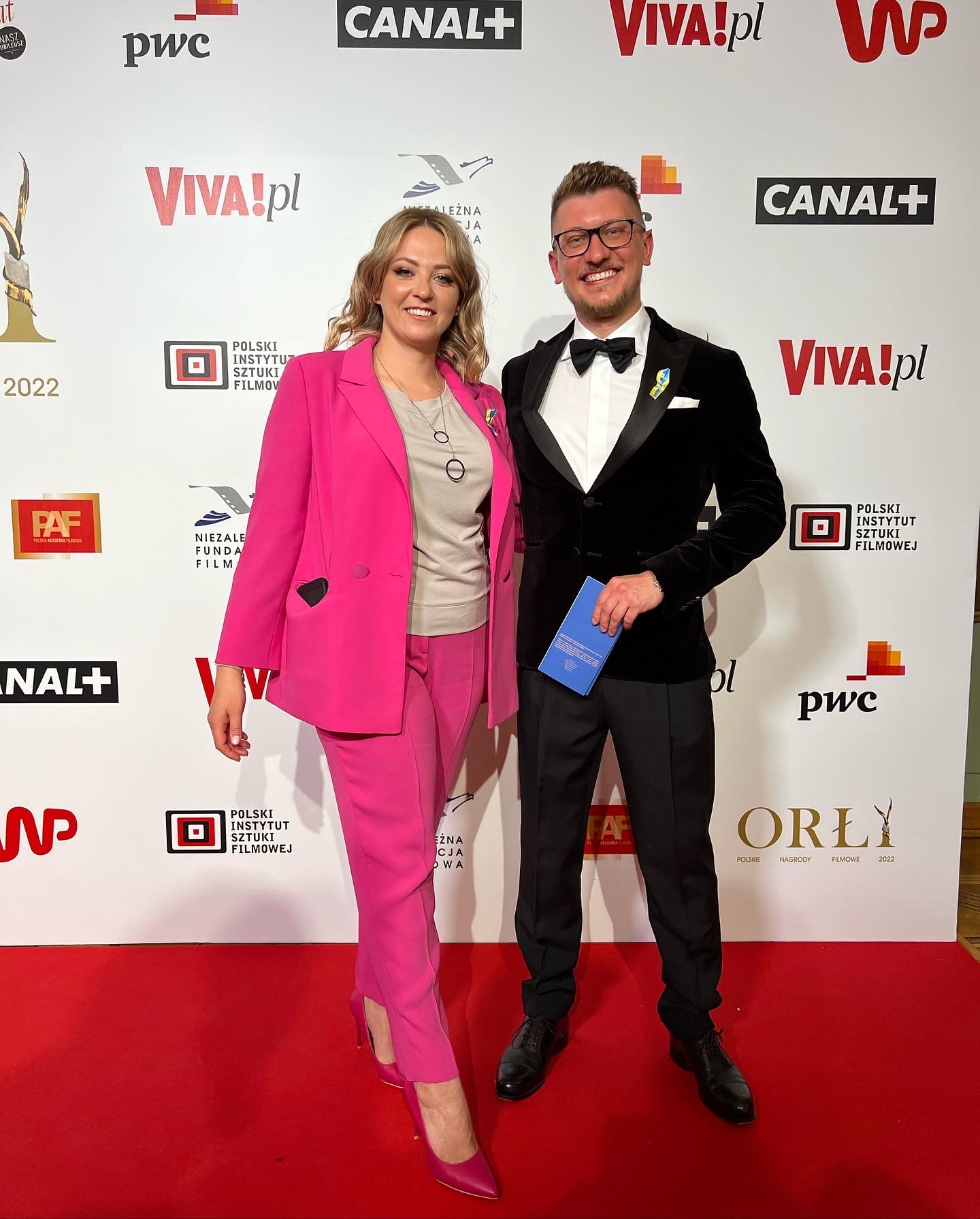
Twórcy filmu, Anna Kokoszka-Romer i Mateusz Kudła na gali rozdania Polskich Nagród Filmowych „Orły”

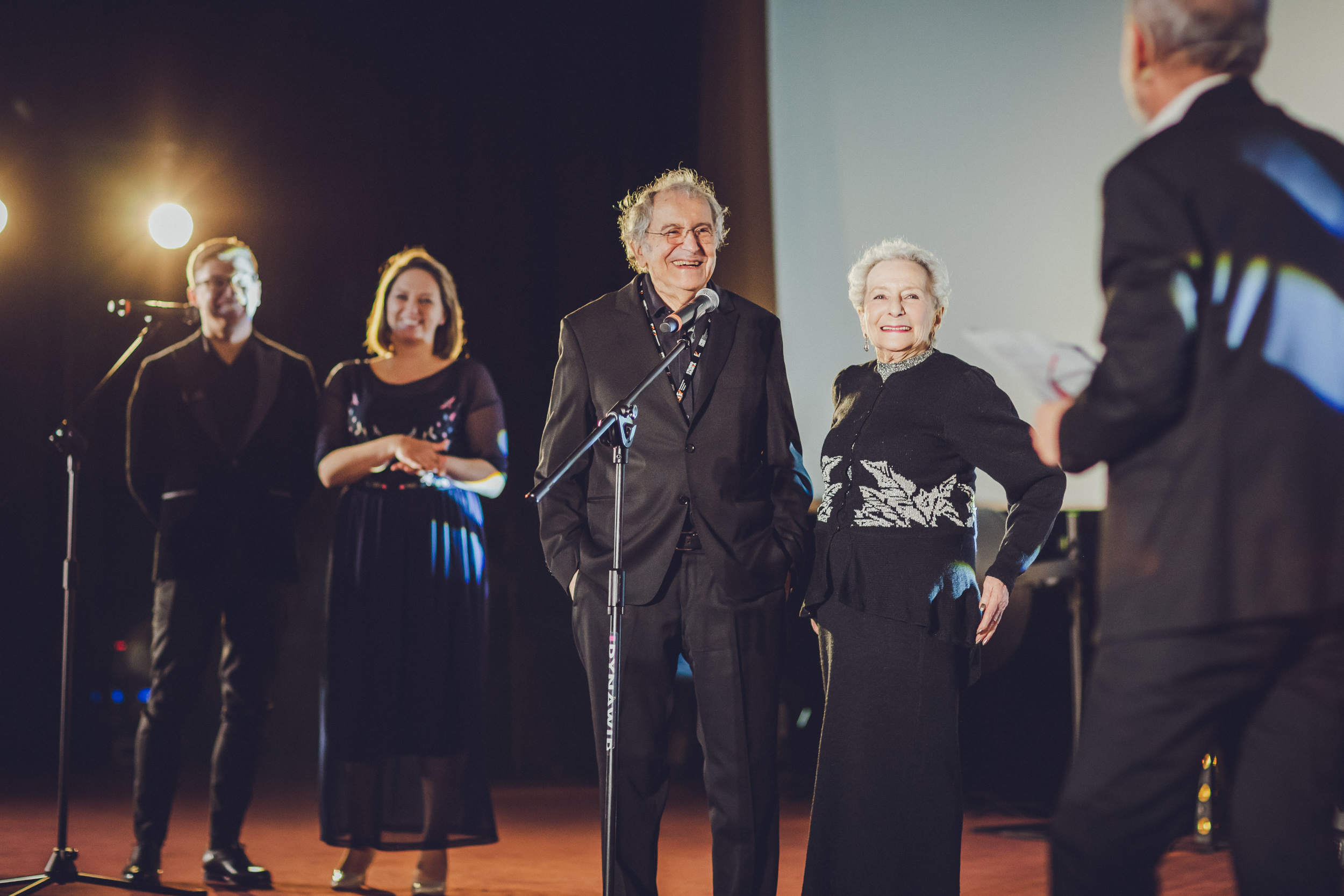
Światowa premiera filmu Polański, Horowitz. Hometown podczas Krakowskiego Festiwalu Filmowego

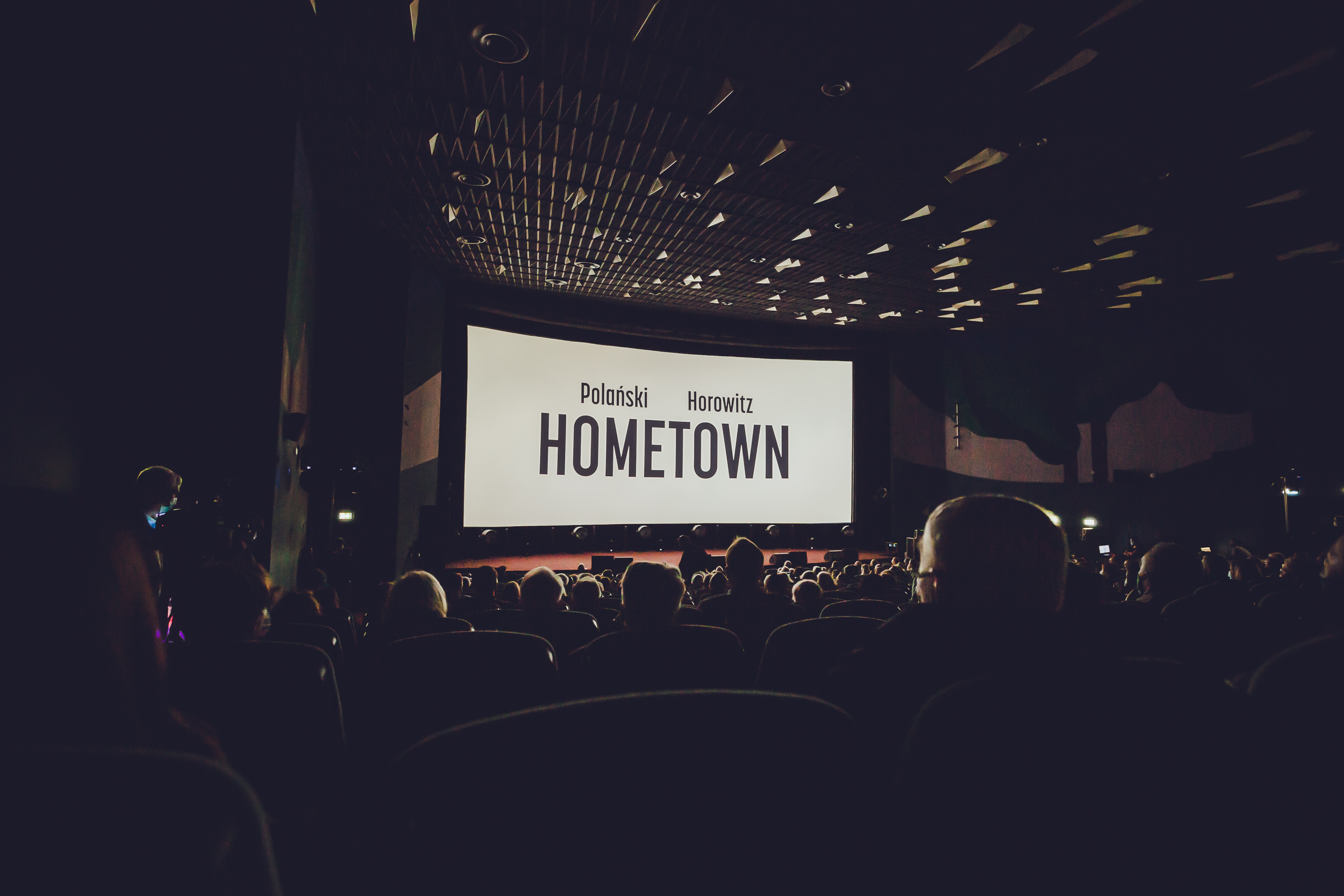
Światowa premiera filmu Polański, Horowitz. Hometown podczas Krakowskiego Festiwalu Filmowego

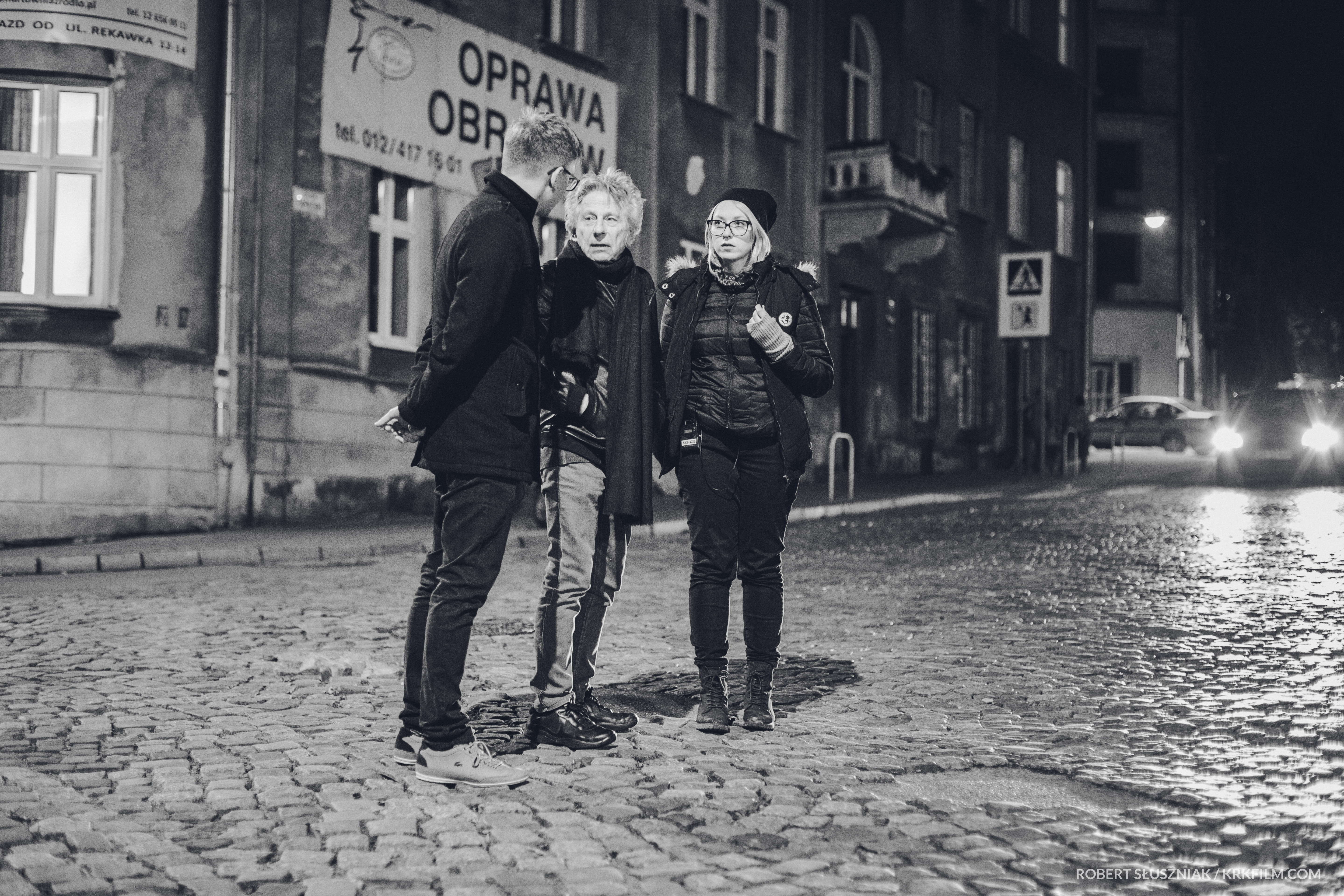
Mateusz Kudła, Roman Polański i Anna Kokoszka-Romer na planie filmu Polański, Horowitz. Hometown

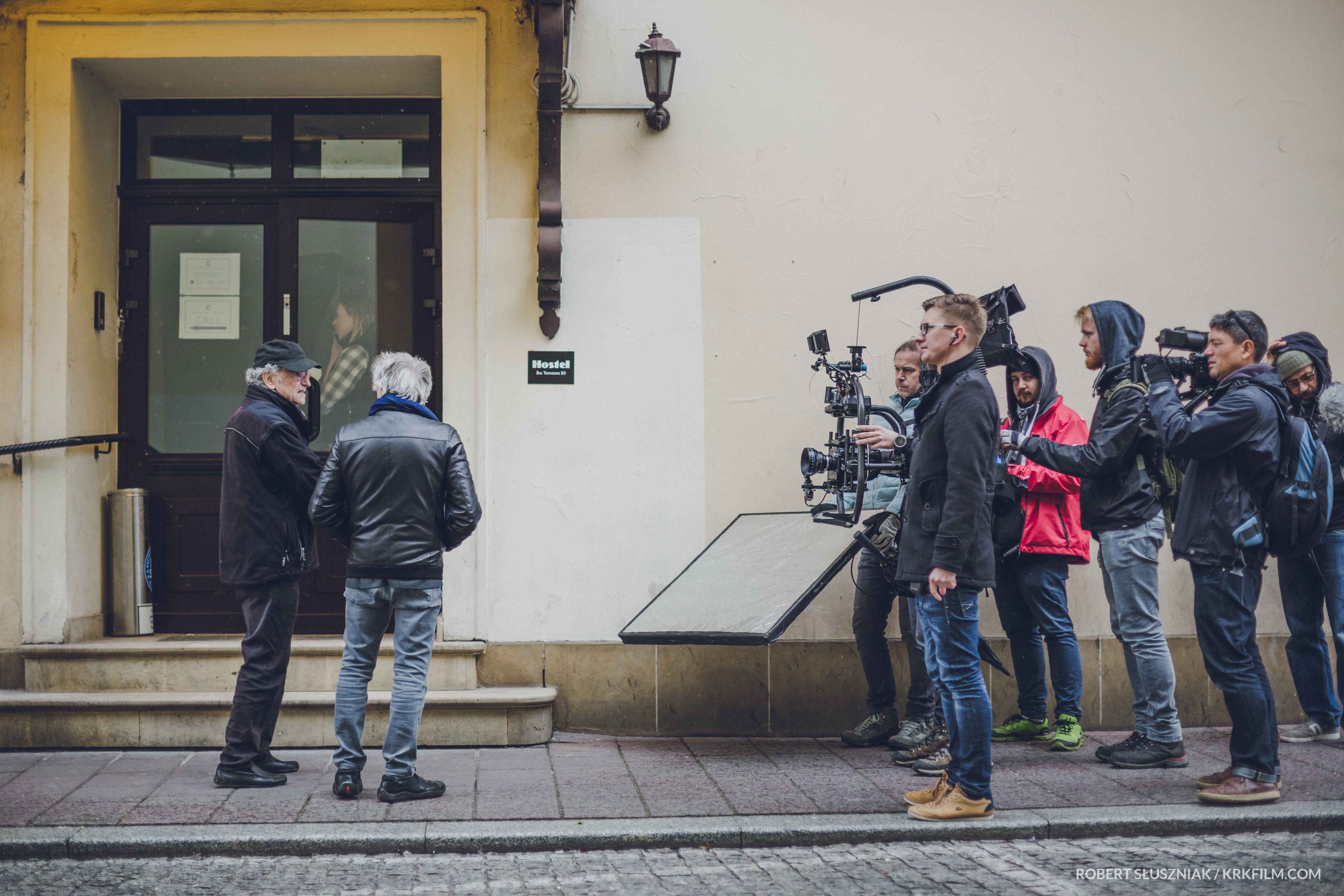
Roman Polański, Ryszard Horowitz, Mateusz Kudła i ekipa zdjęciowa na planie filmu Polański, Horowitz. Hometown

Polański, Horowitz. Hometown – polski film dokumentalny w reżyserii Mateusza Kudły i Anny Kokoszki-Romer przedstawiający podróż do rodzinnego Krakowa reżysera Romana Polańskiego i jego przyjaciela, fotografa Ryszarda Horowitza.
Premiera filmu odbyła się 30 maja 2021 roku w Kinie „Kijów” podczas ceremonii otwarcia 61. Krakowskiego Festiwalu Filmowego w Krakowie w obecności m.in. Ryszarda Horowitza, Bronisławy Horowitz-Karakulskiej, Krystyny Zachwatowicz-Wajdy, naczelnego rabina Polski Michaela Schudricha czy księdza Adama Bonieckiego. Film został zakwalifikowany do Konkursu Polskiego Festiwalu i otrzymał Nagrodę Publiczności
20 sierpnia 2021 roku film trafił do dystrybucji w sieciach kin wielosalowych Cinema City, Helios oraz kinach studyjnych i lokalnych, gdzie zebrał w sumie 11 tys. widzów. Od listopada 2021 roku film prezentowany jest przez sieć kanałów telewizyjnych Canal+ Premium. Stale dostępny w bibliotece eKina Pod Baranami.
16 marca 2022 roku Polska Akademia Filmowa nominowała twórców filmu do Polskich Nagród Filmowych „Orły” w kategoriach Najlepszy Film Dokumentalny oraz Odkrycie Roku.
Film otrzymał także nagrodę jury „Portrety 2021” przyznawaną przez miesięcznik „Kraków i świat” pod patronatem Prezydenta Miasta Krakowa. Międzynarodowa premiera filmu odbyła na czerwcu 2022 roku na Festiwalu Filmów Polskich w Nowym Jorku, gdzie obraz został uhonorowany nagrodą „Ponad granicami” im. Krzysztofa Kieślowskiego.

## Opis
84-letni Roman Polański i 78-letni Ryszard Horowitz przylatują do Polski, żeby po raz pierwszy od czasu emigracji na Zachód spotkać się w Krakowie – mieście ich dzieciństwa i młodości. Reżyser i fotograf odwiedzają miejsca, w których nie byli od 70 lat: Rynek Główny, ulice Kazimierza, swoje dawne mieszkania, kino, synagogę i cmentarze. Spacerują ulicami byłego krakowskiego getta, w którym się poznali, a w podkrakowskiej wsi, w której mały Roman ukrywał się podczas Holocaustu, poznają potomka ubogich chłopów, którzy przygarnęli chłopca narażając życie swoje i swoich dzieci. Podczas sentymentalnej podróży przyjaciele dzielą się wspomnieniami, refleksjami, ale i zabawnymi anegdotami.
Twórcy filmu, Mateusz Kudła i Anna Kokoszka-Romer, odszukali oraz doprowadzili do spotkania Romana Polańskiego z potomkiem chłopów, którzy podczas Holocaustu ukrywali małego Romana w swoim gospodarstwie na podkrakowskiej wsi. Twórcy filmu odszukali też raport pilotów amerykańskiego Liberatora, który został zestrzelony na oczach przyszłego reżysera. Polański w jednym z wywiadów tak opisuje to wspomnienie:

Wraz ze zdjęciami Buchałów Anna i Mateusz dali mi jakiś skoroszyt. Akurat kręciłem "Oficera i szpiega”, nie miałem czasu do niego zajrzeć. Tydzień później zerkam przypadkiem, a to raport pilotów z tamtej akcji. Nagle zobaczyłem to, co w filmie nazywa się przeciwujęciem. Te amerykańskie bombowce startowały z Włoch, a zestrzelony nazywał się „Hell’s Angel”. Był tam opis zdarzenia: dostali w jeden z prawych silników, jeden ze strzelców pokładowych nie miał spadochronu i wpadł w panikę, załadowali go w spadochron i wyrzucili przez luk bombowy, a reszta wyskoczyła. Pięciu ocalało, sześciu zginęło. I to wszystko widziałem w planie ogólnym, leżąc z garnuszkiem czarnych borówek i patrząc w niebo. Łzy miałem w oczach, gdy po 75 latach dowiedziałem się, co tam się w górze działo.

### Sprawiedliwi wśród Narodów Świata
Twórcy filmu doprowadzili do spotkania Romana Polańskiego z potomkiem chłopów, którzy podczas Holocaustu Holocaustu ukrywali małego Romana w swoim gospodarstwie na podkrakowskiej wsi. Spotkanie skłoniło Romana Polańskiego do złożenia świadectwa w Instytucie Jad Waszem w Jerozolimie, co skutkowało rozpoczęciem procesu w sprawie przyznania Stefanii i Janowi Buchałom tytułu Sprawiedliwy wśród Narodów Świata – najwyższego cywilnego odznaczenia przyznawanego przez Państwo Izrael nie-Żydom. Po trwającej ponad rok procedurze, specjalna komisja Jad Waszem pod przewodnictwem sędziego Sądu Najwyższego Izraela zadecydowała o pośmiertnym odznaczeniu Buchałów. 15 października 2020 roku na uroczystej ceremonii w Domu Pamięci Żydów Górnośląskich w Gliwicach medal Sprawiedliwy wśród Narodów Świata odebrał w imieniu swoich dziadków Stanisław Buchała. Na uroczystość przyleciał Roman Polański, który podczas przemówienia wspominał Stefanię oraz podziękował twórcom filmu za odnalezienie potomka rodziny. Reżyser stwierdził między innymi, że:

To wszystko było na granicy fikcji. W Wysokiej nie ma już domu pokrytego słomą, w którym przechowywała mnie rodzina Buchałów. Gdy opowiadałem o tych zdarzeniach, wydawało się, że mogłem to wymyślać. Dzięki Mateuszowi i Ani znalazłem syna Buchałów, Lutka, z którym się bawiłem.

## Odbiór
Podczas Krakowskiego Festiwalu Filmowego film zdobył nagrodę publiczności przyznaną przez Magazyn Filmowy SFP, wyróżnienie w konkursie polskim oraz spotkał się z ciepłym przyjęciem krytyków. Łukasz Muszyński z portalu Filmweb ocenił, że to jedyny w swoim rodzaju bromance. Dojmująca, a zarazem zaskakująco dowcipna opowieść o przyjaźni, konfrontowaniu się z traumatycznymi wspomnieniami, a także o terapeutycznej sile humoru. Dziennikarka filmowa i prezenterka TVN Fabuła Grażyna Torbicka napisała, że to Bardzo osobista, niemal intymna podróż dwóch wielkich artystów w świat z czasów dzieciństwa i konfrontacja wspomnień z rzeczywistością. Fascynujące. Reżyserka i producentka filmów dokumentalnych Ewa Ewart uznała, że film jest Perłą wśród dokumentów. Swoistą spowiedzią wielkich artystów i niesamowitym dowodem zaufania do twórców.
W sierpniu 2021 roku film został zaprezentowany podczas BNP Paribas Dwa Brzegi – 15. Festiwalu Filmu i Sztuki w Kazimierzu Dolnym / Janowcu nad Wisłą, gdzie otrzymał nagrodę publiczności.
Informację o rozpoczęciu zdjęć do filmu nagłośniły media z całego świata – w tym m.in. amerykańskie The New York Times, The Washington Post, The Hollywood Reporter, niemieckie Berliner Zeitung, Hertener Allgemeine, Westfälische Nachrichten, Stern, Focus.de, Die Tagespost, izraelski The Times of Israel, a w Polsce m.in. Tygodnik Powszechny, Gazeta Wyborcza, Dziennik Gazeta Prawna, Dziennik Polski, rmf24.pl, Radio Zet, Onet, Wirtualna Polska, Interia, naTemat.pl i inne.
Po ogłoszeniu informacji o przyznaniu tytułu Sprawiedliwych wśród Narodów Świata o produkcji filmu napisały media w kilkunastu krajach na trzech różnych kontynentach, w tym m.in. Deutsche Welle, Washington Times, Daily Mail, The Times of Israel, Haaretz, a w Polsce m.in. Viva!, Dziennik Gazeta Prawna, Fakty TVN, TVN24, TVN24.pl, Dzień Dobry TVN, TVP Info, Portal Onet, Polsat, RMF FM, Wprost i inne.

## Nagrody
- nominacja do Polskiej Nagrody Filmowej w kategorii Najlepszy Film Dokumentalny (Polska, 2022)
- nominacja do Polskiej Nagrody Filmowej w kategorii Odkrycie Roku (Polska, 2022)
- Nagroda „Ponad granicami” im. Krzysztofa Kieślowskiego na Festiwalu Filmów Polskich w Nowym Jorku (Nowy Jork, 2022)
- Nagroda publiczności na Festiwalu Filmu Polskiego w Perth (Australia, 2022)
- Wyróżnienie Izby Przemysłowo-Handlowej w Krakowie (Polska, 2022)
- Nagroda jury „Portrety 2021” miesięcznika „Kraków i świat” pod patronatem Prezydenta Miasta Krakowa (Polska, 2022)
- Nagroda publiczności przyznana przez widzów BNP Paribas Dwa Brzegi – 15. Festiwalu Filmu i Sztuki w Kazimierzu Dolnym / Janowcu nad Wisłą (Polska, 2021)
- Nagroda publiczności przyznana przez Magazyn Filmowy SFP podczas Krakowskiego Festiwalu Filmowego (Polska, 2021)
- Wyróżnienie w konkursie polskim Krakowskiego Festiwalu Filmowego (Polska, 2021)